# 2018 en animation asiatique
Voir aussi : 2018 au cinéma - 2018 à la télévision
2017 en animation asiatique - 2018 en animation asiatique - 2019 en animation asiatique

## Événements
- 2 février : Projection spéciale de Fate/stay night: Heaven's Feel I. presage flower au Grand Rex à Paris, avec Tomonori Sudo, Yuuichi Terao, Koji Eto, Yuma Takahashi et Ryo Kondo comme invités tout droit venus du Japon[1].

- Du 16 mai au 18 mai : Miraï, ma petite sœur de Mamoru Hosoda est présenté en avant-première mondiale au Festival de Cannes 2018 lors de la 50e édition de la Quinzaine des réalisateurs[2],[3].

## Festivals et conventions
- Du 3 février au 4 février : Paris Manga & Sci-Fi Show 25 au parc des expositions de la porte de Versailles[4].

- Du 5 juillet au 8 juillet : Japan Expo 19e Impact au parc des expositions de Paris-Nord Villepinte[5].

- Du 11 juin au 16 juin : Festival international du film d'animation d'Annecy 2018[6].

## Principales diffusions en France

### Films
- 3 février : Sortie nationale de Fireworks, d'Akiyuki Shinbo et Nobuyuki Takeuchi.

- 21 février : Sortie nationale de Mary et la Fleur de la sorcière de Hiromasa Yonebayashi[7].

- 23 mai : Sortie nationale de Mutafukaz de Shōjirō Nishimi et Guillaume Renard[8].

- 1er août : Sortie nationale de Happiness Road de Hsin Yin Sung.

- 4 août : Diffusion mondiale de Flavors of Youth de Li Haoling sur Netflix[9].

- 12 septembre : Sortie nationale de Okko et les fantômes de Kitarō Kōsaka.

- 26 décembre : Sortie nationale de Miraï, ma petite sœur de Mamoru Hosoda[10].

### Séries télévisées
- 12 février :
  - All Out!! en VF sur J-One[11].
  - Concrete Revolutio en VF sur Game One[12].

- 3 mars : Drifters en VF sur J-One[13].

- 5 mars : Concrete Revolutio: The Last Song en VF sur Game One[14].

- 19 mars : No Game No Life en VF sur J-One[15].

- 2 avril : La première saison d’Overlord en VF sur J-One[16].

- 11 avril : Diffusion de Tokyo Ghoul:re sur J-One[17].

## Principales diffusions au Canada

### Films
- 14 janvier : Projection de Fate/stay night: Heaven's Feel I. presage flower avec des sous-titres en anglais[18],[19].

## Diffusions au Japon
| Saison            | Début diffusion                                                   | Titre           | Format                                      | Studio d'animation | Chaîne de diffusion |
| H I V E R         |                                                                   |                 |                                             |                    |                     |
| 2 janvier         | Uchū Yorimo Tōi Basho                                             | Série télévisée | Madhouse                                    | AT-X               |                     |
| 4 janvier         | Yuru Camp△                                                        | Série télévisée | C-Station                                   | AT-X               |                     |
| 4 janvier         | Ramen Daisuki Koizumi-san                                         | Série télévisée | AXsiZ Studio Gokumi                         | AT-X               |                     |
| 5 janvier         | Junji Ito: Collection                                             | Série télévisée | Studio Deen                                 | WOWOW              |                     |
| 5 janvier         | Toji no Miko                                                      | Série télévisée | Studio Gokumi                               | AT-X               |                     |
| 5 janvier         | Hataraku Onii-san!                                                | Série télévisée | Tomovies Good Smile Company                 | Tokyo MX           |                     |
| 5 janvier         | Grancrest Senki                                                   | Série télévisée | A-1 Pictures                                | BS11               |                     |
| 5 janvier         | DEVILMAN crybaby                                                  | ONA             | Science SARU                                | Netflix            |                     |
| 6 janvier         | Sanrio Danshi                                                     | Série télévisée | Pierrot                                     | Tokyo MX           |                     |
| 6 janvier         | Seven Deadly Sins: Imashime no Fukkatsu                           | Série télévisée | A-1 Pictures                                | MBS                |                     |
| 6 janvier         | citrus                                                            | Série télévisée | Passione                                    | AT-X               |                     |
| 6 janvier         | Chūnibyō demo Koi ga Shitai!: Take On Me                          | Film            | Kyoto Animation                             | Cinéma             |                     |
| 7 janvier         | Pop Team Epic                                                     | Série télévisée | Kamikaze Douga                              | Tokyo MX           |                     |
| 7 janvier         | Slow Start                                                        | Série télévisée | A-1 Pictures                                | Tokyo MX           |                     |
| 7 janvier         | Gakuen Babysitters                                                | Série télévisée | Brain's Base                                | Tokyo MX           |                     |
| 7 janvier         | Cardcaptor Sakura: Clear Card Arc                                 | Série télévisée | Madhouse                                    | NHK                |                     |
| 7 janvier         | Mitsuboshi Colors                                                 | Série télévisée | Silver Link                                 | AT-X               |                     |
| 8 janvier         | 25-Sai no Joshi Kōsei                                             | Série télévisée | Lilix                                       | Tokyo MX           |                     |
| 8 janvier         | Kokkoku                                                           | Série télévisée | Geno Studio                                 | Tokyo MX           |                     |
| 8 janvier         | Gintama.: Shirogane no Tamashii-hen                               | Série télévisée | Bandai Namco Pictures                       | TV Tokyo           |                     |
| 8 janvier         | Karakai Jōzu no Takagi-san                                        | Série télévisée | Shin-Ei Animation                           | Tokyo MX           |                     |
| 8 janvier         | Zoku Touken Ranbu: Hanamaru (saison 2)                            | Série télévisée | A-1 Pictures                                | Tokyo MX           |                     |
| 9 janvier         | Osomatsu-San                                                      | ONA             | Pierrot                                     | dTV                |                     |
| 9 janvier         | Basilisk: Ōka Ninpōchō (saison 2)                                 | Série télévisée | Seven Arcs Pictures                         | Tokyo MX           |                     |
| 9 janvier         | Ryūō no Oshigoto!                                                 | Série télévisée | project No.9                                | AT-X               |                     |
| 9 janvier         | Overlord (saison 2)                                               | Série télévisée | Madhouse                                    | AT-X               |                     |
| 9 janvier         | Overlord Ple Ple Pleiades (saison 2)                              | ONA             | Studio Puyukai                              | YouTube            |                     |
| 9 janvier         | Mameneko                                                          | Série télévisée | Charaction                                  | Tokyo MX           |                     |
| 9 janvier         | Yowamushi Pedal: Glory Line (saison 4)                            | Série télévisée | TMS Entertainment                           | TV Tokyo           |                     |
| 9 janvier         | gdMen                                                             | Série télévisée | Strawberry Meets Pictures                   | Tokyo MX           |                     |
| 9 janvier         | Kaijū Girls: Ultra Kaijū Gijinka Keikaku (saison 2)               | Série télévisée | Studio Puyukai                              | Tokyo MX           |                     |
| 10 janvier        | Dame×Prince Anime Caravan                                         | Série télévisée | AX Creative Studio Flad                     | Tokyo MX           |                     |
| 11 janvier        | Violet Evergarden                                                 | Série télévisée | Kyoto Animation                             | Tokyo MX1          |                     |
| 11 janvier        | Märchen Mädchen                                                   | Série télévisée | Hoods Entertainment                         | AT-X               |                     |
| 11 janvier        | Death March to The Parallel World Rhapsody                        | Série télévisée | Silver Link Connect                         | AT-X               |                     |
| 11 janvier        | Koi wa ameagari no yō ni                                          | Série télévisée | Wit Studio                                  | Fuji TV            |                     |
| 12 janvier        | Miira no Kaikata                                                  | Série télévisée | 8-Bit                                       | TBS                |                     |
| 12 janvier        | Dagashi kashi (saison 2)                                          | Série télévisée | Tezuka Productions                          | SUN                |                     |
| 12 janvier        | Takunomi.                                                         | Série télévisée | Production IMS                              | SUN                |                     |
| 12 janvier        | Hakyū Hōshin Engi                                                 | Série télévisée | C-Station                                   | Tokyo MX           |                     |
| 12 janvier        | Hakumei to Mikochi                                                | Série télévisée | Lerche                                      | AT-X               |                     |
| 12 janvier        | Hakata Tonkotsu Ramens                                            | Série télévisée | Satelight                                   | Tokyo MX           |                     |
| 13 janvier        | Mazinger Z/Infinity                                               | Film            | Toei Animation                              | Cinéma             |                     |
| 13 janvier        | Shingeki no Kyojin ~Kakusei no hōkō~                              | Film            | Wit Studio                                  | Cinéma             |                     |
| 13 janvier        | Killing Bites                                                     | Série télévisée | Liden Films                                 | MBS                |                     |
| 13 janvier        | Beatless                                                          | Série télévisée | Diomedéa                                    | MBS                |                     |
| 13 janvier        | DARLING in the FRANXX                                             | Série télévisée | Studio Trigger A-1 Pictures                 | Tokyo MX           |                     |
| 13 janvier        | Gin no Guardian (saison 2)                                        | Série télévisée | Emon                                        | MBS                |                     |
| 16 janvier        | Saiki Kusuo no Psi-nan (saison 2)                                 | Série télévisée | J. C. Staff Egg Firm                        | TV Tokyo           |                     |
| 23 janvier        | Akuma no Memumemu-chan                                            | ONA             | Shaft                                       | YouTube            |                     |
| 27 janvier        | Shinmai Maō no Testament Departures                               | OAV             | Production IMS                              | Cinéma             |                     |
| 27 janvier        | Nanatsu no Bitoku                                                 | Série télévisée | Bridge                                      | AT-X               |                     |
| 28 janvier        | Fate/EXTRA Last Encore                                            | Série télévisée | Shaft                                       | Tokyo MX           |                     |
| 4 février         | HUGtto! PreCure                                                   | Série télévisée | Toei Animation                              | TV Asahi           |                     |
| 9 février         | Macross Δ                                                         | Film            | Satelight                                   | Cinéma             |                     |
| 9 février         | Tanuki to Kitsune                                                 | ONA             | Lesprit                                     | YouTube            |                     |
| 10 février        | Code Geass: Lelouch of the Rebellion II. Handō                    | Film            | Sunrise                                     | Cinéma             |                     |
| 10 février        | Tokimeki Restaurant☆☆☆ Miracle6                                   | Film            | Production I.G                              | Cinéma             |                     |
| 24 février        | Maquia                                                            | Film            | P.A.Works                                   | Cinéma             |                     |
| 24 février        | Infini-T Force                                                    | Film            | Tatsunoko Production                        | Cinéma             |                     |
| 2 mars            | B: The Beginning                                                  | ONA             | Production I.G                              | Netflix            |                     |
| 3 mars            | Bungo Stray Dogs: Dead Apple                                      | Film            | Bones                                       | Cinéma             |                     |
| 9 mars            | A.I.C.O. Incarnation                                              | ONA             | Bones                                       | Netflix            |                     |
| 16 mars           | DAYS: Tōin Gakuen-sen!                                            | OAD             | MAPPA                                       | -                  |                     |
| 16 mars           | Hiragana Danshi                                                   | Film            | Directions                                  | Cinéma             |                     |
| 17 mars           | Precure Super Stars!                                              | Film            | Toei Animation                              | Cinéma             |                     |
| P R I N T E M P S |                                                                   |                 |                                             |                    |                     |
| 21 mars           | ReLIFE                                                            | OAD             | TMS Entertainment                           | -                  |                     |
| 23 mars           | Sword Gai: The Animation                                          | ONA             | DLE Production I.G                          | Netflix            |                     |
| 26 mars           | Boku no Kanojo ga Majime Sugiru Shobitch na Ken                   | OAD             | Diomedéa Studio Blanc                       | -                  |                     |
| 25 mars           | Magical Girl Boy                                                  | Série télévisée | Pierrot+                                    | AT-X               |                     |
| 29 mars           | Jūshinki Pandora                                                  | ONA             | Satelight                                   | Netflix            |                     |
| 31 mars           | Lost Song                                                         | ONA             | Liden Films Dwango                          | Netflix            |                     |
| 1er avril         | Gegege no Kitarō                                                  | Série télévisée | Toei Animation                              | Fuji TV            |                     |
| 1er avril         | Nil Admirari no Tenbin                                            | Série télévisée | Zero-G                                      | Tokyo MX           |                     |
| 2 avril           | Uma Musume Pretty Derby                                           | Série télévisée | P.A.Works                                   | Tokyo MX           |                     |
| 2 avril           | Amai Chōbatsu ~Watashi wa Kanshu Senyō Pet                        | Série télévisée | Magic Bus                                   | Tokyo MX           |                     |
| 2 avril           | Beyblade Burst Chōzetsu                                           | Série télévisée | OLM                                         | TV Tokyo           |                     |
| 2 avril           | Omae wa Mada Gunma o Shiranai                                     | Série télévisée | Asahi Production                            | GTV                |                     |
| 2 avril           | Kakuriyo no Yadomeshi                                             | Série télévisée | Gonzo                                       | Tokyo MX           |                     |
| 3 avril           | Sōten no Ken: Regenesis                                           | ONA             | Polygon Pictures                            | Amazon Prime Video |                     |
| 3 avril           | Ginga Eiyuu Densetsu: Die Neue These - Kaikō                      | Série télévisée | Production I.G                              | Family Gekijo      |                     |
| 3 avril           | Gundam Build Divers                                               | Série télévisée | Sunrise                                     | TXN                |                     |
| 3 avril           | Captain Tsubasa                                                   | Série télévisée | David Production                            | TV Tokyo           |                     |
| 3 avril           | Uchū Senkan Tiramisu                                              | Série télévisée | Gonzo                                       | Tokyo MX           |                     |
| 3 avril           | Tokyo Ghoul:re                                                    | Série télévisée | Pierrot                                     | Tokyo MX           |                     |
| 4 avril           | Alice or Alice                                                    | Série télévisée | EMT Squared                                 | Tokyo MX           |                     |
| 4 avril           | Tachibanakan To Lie Angle                                         | Série télévisée | Creators in Pack Studio Lings               | Tokyo MX           |                     |
| 4 avril           | Lupin III Part V                                                  | Série télévisée | Telecom Animation Film                      | NTV                |                     |
| 4 avril           | 3D Kanojo: Real Girl                                              | Série télévisée | Hoods Entertainment                         | NTV                |                     |
| 5 avril           | Aikatsu Friends!                                                  | Série télévisée | Bandai Namco Pictures                       | TV Tokyo           |                     |
| 5 avril           | Tada-kun wa Koi o Shinai                                          | Série télévisée | Doga Kobo                                   | AT-X               |                     |
| 5 avril           | Comic Girls                                                       | Série télévisée | Nexus                                       | Tokyo MX           |                     |
| 5 avril           | Usagi no Matthew                                                  | Série télévisée | Kachidoki Studio                            | Tokyo MX           |                     |
| 5 avril           | Kekkeroke                                                         | Série télévisée | Production I.G                              | Tokyo MX           |                     |
| 6 avril           | Inazuma Eleven: Ares no Tenbin                                    | Série télévisée | OLM                                         | TV Tokyo           |                     |
| 6 avril           | Akkun to Kanojo                                                   | Série télévisée | Yumeta Company                              | AT-X               |                     |
| 6 avril           | Saredo Tsumibito wa Ryū to Odoru                                  | Série télévisée | Seven Arcs Pictures                         | TBS                |                     |
| 6 avril           | Hinamatsuri                                                       | Série télévisée | feel.                                       | AT-X               |                     |
| 6 avril           | Megalo Box                                                        | Série télévisée | TMS Entertainment                           | TBS                |                     |
| 6 avril           | Gurazeni                                                          | Série télévisée | Studio Deen                                 | SKY PerfecTV!      |                     |
| 7 avril           | Servamp -Alice in the Garden-                                     | Film            | Platinum Vision                             | Cinéma             |                     |
| 7 avril           | Major 2nd                                                         | Série télévisée | NHK Enterprises                             | NHK ETV            |                     |
| 7 avril           | Amanchu! Advance (saison 2)                                       | Série télévisée | J. C. Staff                                 | AT-X               |                     |
| 7 avril           | My Hero Academia (saison 3)                                       | Série télévisée | Bones                                       | ytv                |                     |
| 7 avril           | Magical Girl Site                                                 | Série télévisée | production doA                              | MBS                |                     |
| 7 avril           | Lostorage Conflated WIXOSS                                        | Série télévisée | J. C. Staff                                 | Tokyo MX           |                     |
| 7 avril           | Devils' Line                                                      | Série télévisée | Platinum Vision                             | AT-X               |                     |
| 8 avril           | Sword Art Online Alternative Gun Gale Online                      | Série télévisée | Studio 3Hz                                  | Tokyo MX           |                     |
| 8 avril           | Cutie Honey Universe                                              | Série télévisée | Production Reed                             | AT-X               |                     |
| 8 avril           | Kiratto Pri chan                                                  | Série télévisée | Tatsunoko Production DongWoo A&E            | AT-X               |                     |
| 8 avril           | Hōzuki no reitetsu (saison 2, 2de partie)                         | Série télévisée | Studio Deen                                 | Tokyo MX           |                     |
| 8 avril           | Caligula                                                          | Série télévisée | Satelight                                   | Tokyo MX           |                     |
| 8 avril           | Koneko no Chi: Ponponra Dairyokō                                  | Série télévisée | Marza Animation Planet                      | TV Tokyo           |                     |
| 8 avril           | Persona 5: The Animation                                          | Série télévisée | A-1 Pictures                                | Tokyo MX           |                     |
| 8 avril           | Waka okami wa shōgakusei!                                         | Série télévisée | Madhouse DLE                                | TV Tokyo           |                     |
| 9 avril           | Piano no mori                                                     | Série télévisée | Fukushima Gainax                            | NHK                |                     |
| 9 avril           | Food Wars! The Third Plate - Tōtsuki Ressha (saison 3, 2e partie) | Série télévisée | J. C. Staff                                 | Tokyo MX           |                     |
| 9 avril           | Golden Kamui                                                      | Série télévisée | Geno Studio                                 | Tokyo MX           |                     |
| 9 avril           | Cute High Earth Defense Club Happy Kiss!                          | Série télévisée | Studio Comet                                | TV Tokyo           |                     |
| 9 avril           | Shiyan Pin Jiating                                                | Série télévisée | Big Firebird Cultural Media                 | Tokyo MX           |                     |
| 9 avril           | L'Attaque des Titans: Lost Girls                                  | OAV             | Wit Studio                                  | -                  |                     |
| 10 avril          | High School DxD Hero                                              | Série télévisée | Passione                                    | AT-X               |                     |
| 10 avril          | Fumikiri Jikan                                                    | Série télévisée | Ekachi Epilka                               | Tokyo MX           |                     |
| 10 avril          | Ladyspo                                                           | Série télévisée | -                                           | Tokyo MX           |                     |
| 11 avril          | Vatican Miracle Examiner                                          | OAD             | J. C. Staff                                 | -                  |                     |
| 11 avril          | Rokuhōdō Yotsuiro Biyori                                          | Série télévisée | Zexcs                                       | AT-X               |                     |
| 12 avril          | Butlers: Chitose Momotose Monogatari                              | Série télévisée | Silver Link                                 | Tokyo MX           |                     |
| 12 avril          | Steins;Gate 0                                                     | Série télévisée | White Fox                                   | Tokyo MX           |                     |
| 12 avril          | Last Period: Owarinaki Rasen no Monogatari                        | Série télévisée | J. C. Staff                                 | Tokyo MX           |                     |
| 13 avril          | Détective Conan: Zero no shikkōnin                                | Film            | TMS Entertainment                           | Cinéma             |                     |
| 13 avril          | Full Metal Panic! Invisible Victory (saison 4)                    | Série télévisée | Xebec                                       | AT-X               |                     |
| 13 avril          | Wotaku ni Koi wa Muzukashii                                       | Série télévisée | A-1 Pictures                                | Fuji TV            |                     |
| 13 avril          | Hisone to Masotan                                                 | Série télévisée | Bones                                       | Tokyo MX           |                     |
| 20 avril          | Aggretsuko                                                        | ONA             | Fanworks                                    | Netflix            |                     |
| 21 avril          | Liz to Aoitori                                                    | Film            | Kyoto Animation                             | Cinéma             |                     |
| 26 avril          | Utawarerumono: Tusukuru-kōjo no Karei naru Hibi                   | OAV             | White Fox                                   | -                  |                     |
| 27 avril          | Junji Ito: Collection - Tomie                                     | OAD             | Studio Deen                                 | -                  |                     |
| 27 avril          | Nanatsu no Bitoku,                                                | OAD             | Bridge                                      | -                  |                     |
| 27 avril          | Quan Zhi Gao Shou (spécial)                                       | ONA             | Colored-Pencil Animation Design             | -                  |                     |
| 2 mai             | Food Wars! The Third Plate                                        | OAD             | J. C. Staff                                 | -                  |                     |
| 5 mai             | Digimon Adventure tri.: Bokura no Mirai                           | Film            | Toei Animation                              | Cinéma             |                     |
| 17 mai            | DAYS: Tōin Gakuen-sen! 2                                          | OAD             | MAPPA                                       | -                  |                     |
| 18 mai            | Godzilla: Kessen Kidō Zōshoku Toshi                               | Film            | Polygon Pictures Tōhō Animation             | Cinéma             |                     |
| 19 mai            | To Be Heroine                                                     | Série télévisée | Haoliners Animation League                  | Tokyo MX           |                     |
| 25 mai            | Junji Ito: Collection - Tomie                                     | OAD             | Studio Deen                                 | -                  |                     |
| 26 mai            | Code Geass: Lelouch of the Rebellion III. Ōdō                     | Film            | Sunrise                                     | Cinéma             |                     |
| 2 juin            | Peace Maker Kurogane: Omō-michi                                   | Film            | White Fox                                   | Cinéma             |                     |
| 8 juin            | Moshi Moshi, Terumi Desu                                          | ONA             | Production I.G                              | Anime Beans        |                     |
| 9 juin            | Asagao to Kase-san.                                               | OAV             | Zexcs                                       | Cinéma             |                     |
| 9 juin            | Donten ni Warau Gaiden: Shukumei, Sōtō no Kazama                  | Film            | Wit Studio                                  | Cinéma             |                     |
| 15 juin           | Batman Ninja                                                      | Film            | Kamikaze Douga                              | Cinéma             |                     |
| 27 juin           | Hakumei to Mikochi                                                | OAV             | Lerche                                      | -                  |                     |
| 27 juin           | The iDOLM@STER SideM                                              | OAD             | A-1 Pictures                                | -                  |                     |
| É T É             |                                                                   |                 |                                             |                    |                     |
| 1er juillet       | Dies irae: To the Ring Reincarnation                              | ONA             | A.C.G.T                                     | AbemaTV            |                     |
| 1er juillet       | ISLAND                                                            | Série télévisée | feel.                                       | Tokyo MX           |                     |
| 1er juillet       | Super Dragon Ball Heroes                                          | Série télévisée | Toei Animation                              | Fuji TV            |                     |
| 2 juillet         | Hanebado!                                                         | Série télévisée | Liden Films                                 | Tokyo MX           |                     |
| 3 juillet         | One Room Second Season                                            | Série télévisée | Zero-G                                      | Tokyo MX           |                     |
| 3 juillet         | The IDOLM@STER Cinderella Girls Gekijō                            | Série télévisée | Gathering                                   | Tokyo MX           |                     |
| 3 juillet         | Yama no Susume                                                    | Série télévisée | 8-Bit                                       | Tokyo MX           |                     |
| 4 juillet         | Yuragi-sō no Yūna-san                                             | OAD             | Xebec                                       | -                  |                     |
| 4 juillet         | Violet Evergarden,                                                | OAD             | Kyoto Animation                             | -                  |                     |
| 4 juillet         | Blood Blockade Battlefront & Beyond                               | OAD             | Bones                                       | -                  |                     |
| 4 juillet         | Aru Zombie Shoujo no Sainan                                       | ONA             | Gonzo Stingray                              | -                  |                     |
| 4 juillet         | Tonegawa                                                          | Série télévisée | Madhouse                                    | NTV                |                     |
| 5 juillet         | BanG Dream!: Girls Band Party!☆Pico                               | Série télévisée | DMM.futureworks Sanzigen                    | Tokyo MX           |                     |
| 5 juillet         | How Not to Summon a Demon Lord                                    | Série télévisée | Ajiadō                                      | AT-X               |                     |
| 5 juillet         | Yume Ōkoku to Nemureru 100-Nin no Ōji-sama Short Stories          | Série télévisée | GCREST                                      | AT-X               |                     |
| 6 juillet         | Shichisei no Subaru                                               | Série télévisée | Lerche                                      | TBS                |                     |
| 6 juillet         | Banana Fish                                                       | Série télévisée | MAPPA                                       | Fuji TV            |                     |
| 6 juillet         | Chio-chan no Tsūgakuro                                            | Série télévisée | Diomedéa                                    | Tokyo MX           |                     |
| 6 juillet         | Ongaku Shōjo                                                      | Série télévisée | Studio Deen                                 | AT-X               |                     |
| 6 juillet         | Harukana Receive                                                  | Série télévisée | C2C                                         | AT-X               |                     |
| 6 juillet         | Angels of Death                                                   | Série télévisée | J. C. Staff                                 | AT-X               |                     |
| 7 juillet         | K: Seven Stories - R:B ~Blaze~                                    | Film            | GoHands                                     | Cinéma             |                     |
| 7 juillet         | Les Brigades immunitaires                                         | Série télévisée | David Production                            | Tokyo MX           |                     |
| 8 juillet         | Hyakuren no Haō to Seiyaku no Valkyria                            | Série télévisée | EMT Squared                                 | Tokyo MX           |                     |
| 8 juillet         | Asobi Asobase                                                     | Série télévisée | Lerche                                      | AT-X               |                     |
| 8 juillet         | Planet With                                                       | Série télévisée | EMT Squared                                 | Tokyo MX           |                     |
| 8 juillet         | Gintama                                                           | Série télévisée | Bandai Namco Pictures                       | TV Tokyo           |                     |
| 8 juillet         | Monster Strike                                                    | ONA             | XFlag                                       | -                  |                     |
| 9 juillet         | Ani ni Tsukeru Kusuri wa Nai! (saison 2)                          | Série télévisée | Fanworks Imagineer                          | Tokyo MX           |                     |
| 10 juillet        | Karakai jōzu no Takagi-san,                                       | OAD             | Shin-Ei Animation                           | -                  |                     |
| 10 juillet        | Aguu: Tensai Ningyō                                               | Série télévisée | Studio Deen                                 | Tokyo MX           |                     |
| 10 juillet        | Kyōto Teramachi Sanjō no Holmes                                   | Série télévisée | Seven                                       | TV Tokyo           |                     |
| 10 juillet        | Jashin-chan Dropkick                                              | Série télévisée | Nomad                                       | BS Fuji            |                     |
| 10 juillet        | Overlord (saison 3)                                               | Série télévisée | Madhouse                                    | AT-X               |                     |
| 11 juillet        | Angolmois: Genkō Kassen-ki                                        | Série télévisée | NAZ                                         | SUN                |                     |
| 12 juillet        | Free! Dive to the Future                                          | Série télévisée | Kyoto Animation Animation DO                | ABC                |                     |
| 12 juillet        | Sirius the Jaeger                                                 | Série télévisée | P.A.Works                                   | AT-X               |                     |
| 13 juillet        | Queen's Blade: Unlimited                                          | OAD             | Fortes                                      | -                  |                     |
| 13 juillet        | Shōjo☆Kageki Revue Starlight                                      | Série télévisée | Kinema Citrus                               | TBS                |                     |
| 14 juillet        | Hi Score Girl                                                     | Série télévisée | J. C. Staff                                 | Tokyo MX           |                     |
| 14 juillet        | Happy Sugar Life                                                  | Série télévisée | Ezo'la                                      | MBS                |                     |
| 14 juillet        | Lord of Vermilion: Guren no Ō                                     | Série télévisée | asread Tear Studio                          | Tokyo MX           |                     |
| 14 juillet        | Yuragi-sō no Yūna-san                                             | Série télévisée | Xebec                                       | BS11               |                     |
| 17 juillet        | DAYS: Tōin Gakuen-sen! 3                                          | OAD             | MAPPA                                       | -                  |                     |
| 19 juillet        | Kishibe Rohan wa Ugokanai                                         | OAD             | David Production                            | -                  |                     |
| 20 juillet        | Mirai no Mirai                                                    | Film            | Studio Chizu                                | Cinéma             |                     |
| 23 juillet        | L'Attaque des Titans (saison 3)                                   | Série télévisée | Wit Studio                                  | NHK                |                     |
| 23 juillet        | Tsukumogami Kashimasu                                             | Série télévisée | Telecom Animation Film                      | NHK General TV     |                     |
| 27 juillet        | Masamune-kun no Revenge                                           | OAD             | Silver Link                                 | -                  |                     |
| 30 juillet        | Marvel Future Avengers                                            | Série télévisée | Madhouse                                    | Dlife              |                     |
| 3 août            | My Hero Academia the Movie: Futari no Hero                        | Film            | Bones                                       | Cinéma             |                     |
| 4 août            | K: Seven Stories - SIDE:BLUE ~Tenrō no Gotoku~                    | Film            | GoHands                                     | Cinéma             |                     |
| 4 août            | Shikioriori                                                       | Film            | CoMix Wave Films Haoliners Animation League | Cinéma             |                     |
| 9 août            | L'Attaque des Titans: Lost Girls                                  | OAV             | Wit Studio                                  | -                  |                     |
| 10 août           | Iya na Kao Sare Nagara Opantsu Misete Moraitai                    | OAV             | -                                           | -                  |                     |
| 17 août           | Terra Formars,                                                    | OAD             | Liden Films                                 | -                  |                     |
| 17 août           | Penguin Highway                                                   | Film            | Studio Colorido                             | Cinéma             |                     |
| 18 août           | Nanatsu no Taizai The Movie: Tenkū no toraware hito               | Film            | A-1 Pictures                                | Cinéma             |                     |
| 24 août           | Chiisana eiyū: Kani to tamago to tōmei ningen,                    | Film            | Studio Ponoc                                | Cinéma             |                     |
| 25 août           | Non Non Biyori Vacation                                           | Film            | Silver Link                                 | Cinéma             |                     |
| 1er septembre     | K: Seven Stories - SIDE:GREEN ~Uwagaki Sekai~                     | Film            | GoHands                                     | Cinéma             |                     |
| 1er septembre     | Donten ni Warau Gaiden: Ōka, Tenbō no Kakyū                       | Film            | Wit Studio                                  | Cinéma             |                     |
| 1er septembre     | Kimi no suizō o tabetai                                           | Film            | Studio VOLN                                 | Cinéma             |                     |
| 19 septembre      | Golden Kamui                                                      | OAV             | Geno Studio                                 | -                  |                     |
| 21 septembre      | Okko et les fantômes                                              | Film            | Madhouse DLE                                | Cinéma             |                     |
| 26 septembre      | School Babysitters                                                | OAV             | Brain's Base                                | -                  |                     |
| 29 septembre      | Natsume Yūjin-Chō                                                 | Film            | Shuka                                       | Cinéma             |                     |
| A U T O M N E     |                                                                   |                 |                                             |                    |                     |
| 1er octobre       | Akanesasu Shōjo                                                   | Série télévisée | Dandelion Animation Studio Jūmonji          | Animax             |                     |
| 2 octobre         | Tensei shitara slime datta ken                                    | Série télévisée | 8-Bit                                       | Tokyo MX           |                     |
| 2 octobre         | Uchū Senkan Tiramisu (saison 2)                                   | Série télévisée | Gonzo                                       | Tokyo MX           |                     |
| 2 octobre         | Bakutsuri Bar Hunter                                              | Série télévisée | Toei Animation                              | TV Tokyo           |                     |
| 3 octobre         | Hora, Mimi ga Mieteru yo!                                         | Série télévisée | monofilmo                                   | Tokyo MX           |                     |
| 3 octobre         | Run with the Wind                                                 | Série télévisée | Production I.G                              | NTV                |                     |
| 3 octobre         | RErideD                                                           | Série télévisée | Geek Toys                                   | Tokyo MX           |                     |
| 4 octobre         | Yuragi-sō no Yūna-san                                             | OAD             | Xebec                                       | -                  |                     |
| 4 octobre         | Sora to umi no Aida                                               | Série télévisée | TMS Entertainment                           | SUN                |                     |
| 4 octobre         | Gakuen Basara                                                     | Série télévisée | Brain's Base                                | TBS                |                     |
| 4 octobre         | Rascal Does Not Dream of Bunny Girl Senpai                        | Série télévisée | CloverWorks                                 | ABC                |                     |
| 4 octobre         | Devidol                                                           | Série télévisée | -                                           | Tokyo MX           |                     |
| 4 octobre         | Zombieland Saga                                                   | Série télévisée | MAPPA                                       | AT-X               |                     |
| 5 octobre         | Monster Strike The Movie: Sora no kanata                          | Film            | XFlag                                       | Cinéma             |                     |
| 5 octobre         | Daifuku-kun                                                       | Série télévisée | Studio Comet                                | TV Tokyo           |                     |
| 5 octobre         | A Certain Magical Index III                                       | Série télévisée | J. C. Staff                                 | AT-X               |                     |
| 5 octobre         | Voice of Fox                                                      | Série télévisée | Yumeta Company Success                      | AT-X               |                     |
| 5 octobre         | Uchi no maid ga uzasugiru!                                        | Série télévisée | Doga Kobo                                   | AT-X               |                     |
| 5 octobre         | Yagate kimi ni naru                                               | Série télévisée | TROYCA                                      | AT-X               |                     |
| 5 octobre         | Gurazeni                                                          | Série télévisée | Studio Deen                                 | SKY PerfecTV!      |                     |
| 6 octobre         | K: Seven Stories - Lost Small World ~Ori no Mukō ni~              | Film            | GoHands                                     | Cinéma             |                     |
| 6 octobre         | Re:Zero kara hajimeru isekai seikatsu                             | OAV             | White Fox                                   | Cinéma             |                     |
| 6 octobre         | Kishuku gakkō no Juliet                                           | Série télévisée | Liden Films                                 | TBS                |                     |
| 6 octobre         | Irozuku sekai no ashita kara                                      | Série télévisée | P.A.Works                                   | TBS                |                     |
| 6 octobre         | Dakaretai otoko 1-i ni odosarete imasu.                           | Série télévisée | CloverWorks                                 | Tokyo MX           |                     |
| 6 octobre         | Okoshiyasu, Chitose-chan                                          | Série télévisée | Gathering                                   | Tokyo MX           |                     |
| 6 octobre         | Radiant                                                           | Série télévisée | Lerche                                      | E-TV               |                     |
| 6 octobre         | Ace Attorney (saison 2)                                           | Série télévisée | A-1 Pictures                                | ytv                |                     |
| 6 octobre         | Hoshi no shima no nyanko                                          | Série télévisée | Animation Planet                            | Tokyo MX           |                     |
| 7 octobre         | Release the Spyce                                                 | Série télévisée | Lay-duce                                    | MBS                |                     |
| 7 octobre         | Sono toki, kanojo wa                                              | Série télévisée | Master Lights                               | KBC                |                     |
| 7 octobre         | Goblin Slayer                                                     | Série télévisée | White Fox                                   | Tokyo MX           |                     |
| 7 octobre         | Sword Art Online: Alicization                                     | Série télévisée | A-1 Pictures                                | Tokyo MX           |                     |
| 7 octobre         | Ulysses: Jeanne d'Arc to renkin no kishi                          | Série télévisée | AXsiZ                                       | Tokyo MX           |                     |
| 7 octobre         | Fairy Tail                                                        | Série télévisée | A-1 Pictures Bridge                         | TV Tokyo           |                     |
| 7 octobre         | Anima Yell!                                                       | Série télévisée | Doga Kobo                                   | AT-X               |                     |
| 7 octobre         | Aigan Kaijū                                                       | Série télévisée | Simogumi                                    | TV Tokyo           |                     |
| 8 octobre         | Himote House                                                      | Série télévisée | Bouncy                                      | Tokyo MX           |                     |
| 8 octobre         | Gaikotsu shotenin Honda-san                                       | Série télévisée | DLE                                         | BS11               |                     |
| 8 octobre         | Live Animation Heart x Algorhythm (saison 2)                      | ONA             | NTT Docomo Migu                             | Niconico           |                     |
| 9 octobre         | The iDOLM@STER SideM Wake Atte Mini!                              | Série télévisée | Zero-G                                      | Tokyo MX           |                     |
| 10 octobre        | Conception: Ore no kodomo o undekure!                             | Série télévisée | Gonzo                                       | BS11               |                     |
| 10 octobre        | Ore ga Suki nano wa Imōto dakedo Imōto ja nai                     | Série télévisée | NAZ                                         | AT-X               |                     |
| 11 octobre        | Beelzebub-jō no okinimesu mama.                                   | Série télévisée | Liden Films                                 | ABC                |                     |
| 11 octobre        | Merc Storia                                                       | Série télévisée | Encourage Films                             | AT-X               |                     |
| 12 octobre        | Uchū no Hō: Reimei-hen                                            | Film            | HS Pictures Studio                          | Cinéma             |                     |
| 13 octobre        | Senran Kagura Shinovi Master: Tokyo Yōma-hen                      | Série télévisée | TNK                                         | AT-X               |                     |
| 18 octobre        | Ingress                                                           | Série télévisée | Craftar                                     | KTV                |                     |
| 19 octobre        | Haikara-san ga tōru Kōhen: Hana no Tōkyō dai roman                | Film            | Nippon Animation                            | Cinéma             |                     |
| 19 octobre        | Magical Girl Lyrical Nanoha: Detonation                           | Film            | Seven Arcs                                  | Cinéma             |                     |
| 21 octobre        | Tsurune                                                           | Série télévisée | Kyoto Animation                             | NHK                |                     |
| 25 octobre        | Han-Gyaku-Sei Million Arthur                                      | Série télévisée | J. C. Staff                                 | Tokyo MX           |                     |
| 26 octobre        | Yū Yū Hakusho                                                     | OAV             | Pierrot                                     | -                  |                     |
| 27 octobre        | HUGtto! Pretty Cure♡Futari wa Pretty Cure: All Stars Memories     | Film            | Toei Animation                              | Cinéma             |                     |
| 3 novembre        | K: Seven Stories - Memory of Red ~BURN~                           | Film            | GoHands                                     | Cinéma             |                     |
| 9 novembre        | Godzilla: Hoshi wo Kū Mono                                        | Film            | Polygon Pictures Tōhō Animation             | Cinéma             |                     |
| 10 novembre       | Anemone: Eureka Seven: Hi - Evolution                             | Film            | Bones                                       | Cinéma             |                     |
| 10 novembre       | Zoku Owarimonogatari                                              | Film            | Shaft                                       | Cinéma             |                     |
| 17 novembre       | Love & Lies,                                                      | OAD             | Liden Films                                 | -                  |                     |
| 17 novembre       | Peace Maker Kurogane: Yūmei                                       | Film            | White Fox                                   | Cinéma             |                     |
| 23 novembre       | Kaijū Girls (Black)                                               | Film            | Yumeta Company Tsuburaya Productions        | Cinéma             |                     |
| 30 novembre       | Chūsotsu Worker kara hajimeru kōkō seikatsu                       | ONA             | Production I.G                              | Anime Beans        |                     |
| 1er décembre      | K: Seven Stories - Circle Vision ~Nameless Song~                  | Film            | GoHands                                     | Cinéma             |                     |
| 3 décembre        | Hero Mask                                                         | ONA             | Pierrot                                     | Netflix            |                     |
| 14 décembre       | Dragon Ball Super: Broly                                          | Film            | Toei Animation                              | Cinéma             |                     |
| 19 décembre       | Strike the Blood III                                              | OAV             | Connect                                     | -                  |                     |
| 20 décembre       | Aggretsuko: We Wish You a Metal Christmas                         | ONA             | Fanworks                                    | Netflix            |                     |
| 21 décembre       | Steins;Gate 0                                                     | OAV             | White Fox                                   | -                  |                     |
| 31 décembre       | Persona 5: The Animation - Dark Sun…                              | OAV             | CloverWorks                                 | Tokyo MX           |                     |
| 31 décembre       | Lord El-Melloi II's Case Files {Rail Zeppelin} Grace note         | OAV             | Troyca                                      | -                  |                     |